# منورانداز

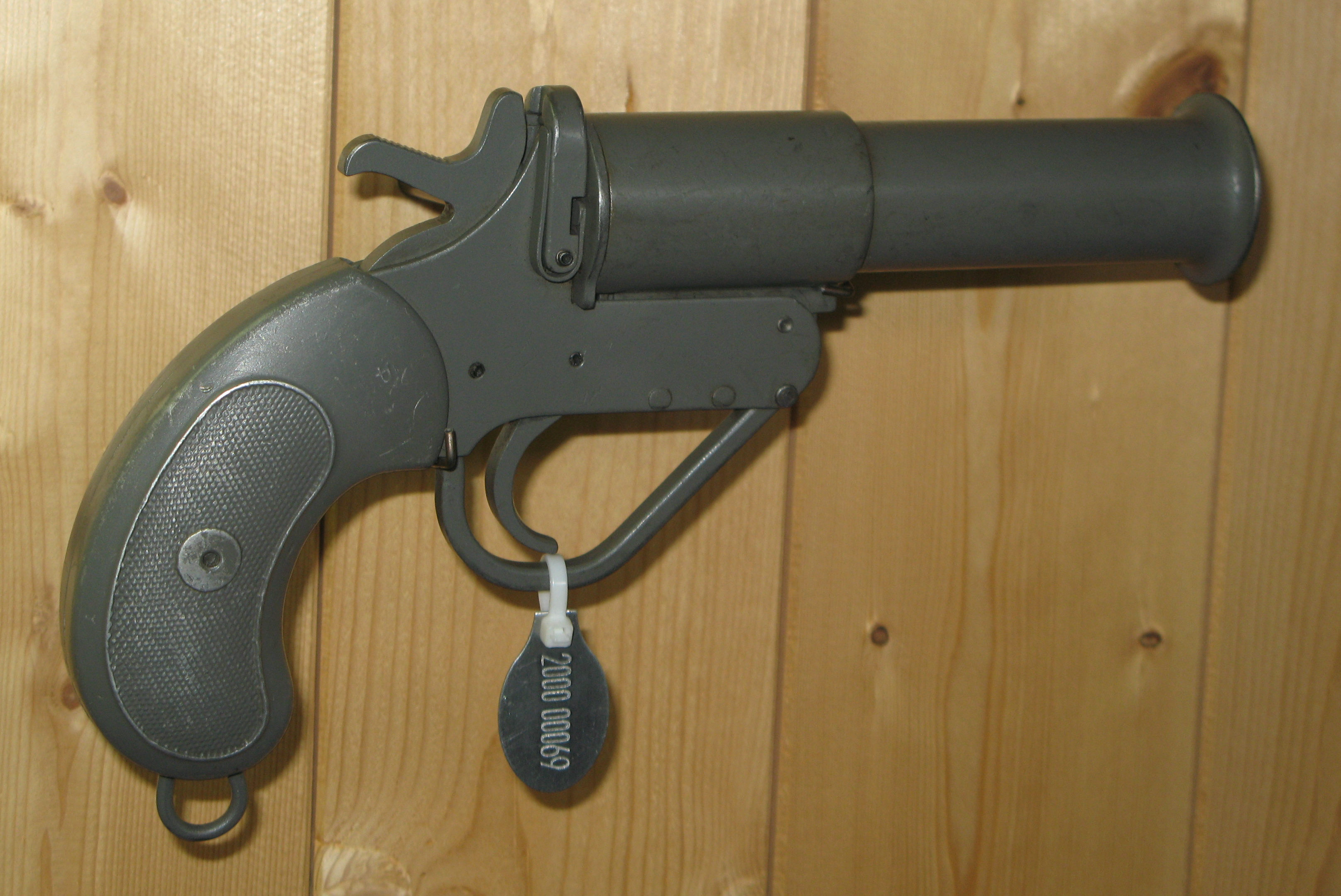
یک منورانداز اضطرار.

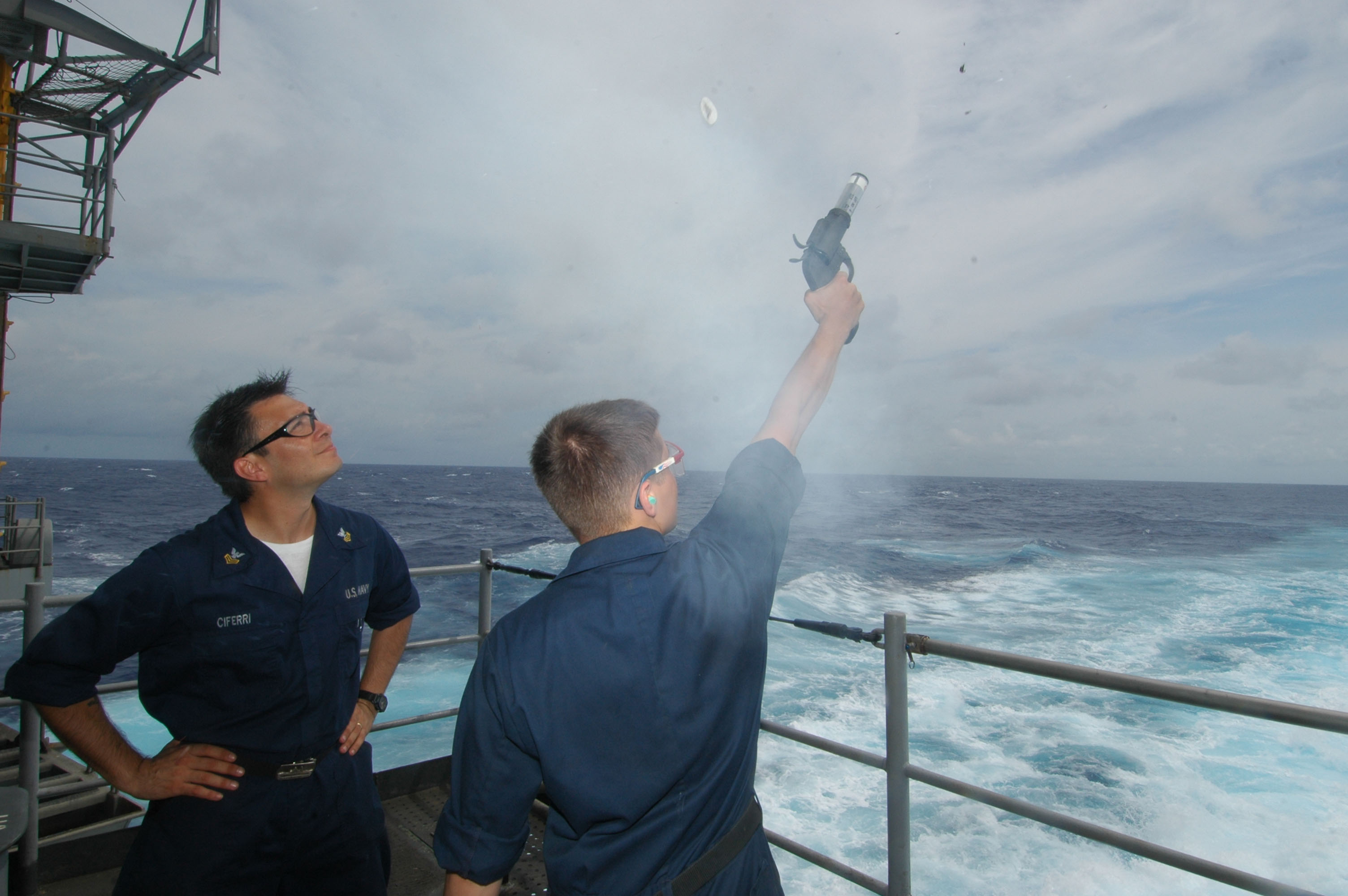
ارسال یک پیام اضطرار با منورانداز..

مُنَوَّراَنداز تپانچه‌ای است که از آن برای پرتاب منور چتری استفاده می‌شود. از منورانداز معمولاً برای علامت‌دهی وضعیت اضطراری در دریا یا از طرف زمین به سمت هواپیماها استفاده می‌شود.
منورانداز برای استفاده به عنوان تفنگ و وسیله قتاله طراحی نشده است.
رایج‌ترین نوع منورانداز «وری» (Very) نام دارد که نام خود را از ادوارد ویلسون وری (۱۸۴۷–۱۹۱۰) گرفته است. او از افسران نیروی دریایی آمریکا بود که یک تفنگ تک‌لول ته‌پر پهن‌بینی را برای پرتاب منورها طراحی کرد.
منوراندازهای امروزی بیشتر از جنس پلاستیک مقاوم درست می‌شوند و رنگ‌های روشنی دارند.